# Nick Cooper
Nick Cooper (nacido el 26 de mayo de 1968) es un baterista, productor discográfico y compositor estadounidense conocido por su trabajo con Free Radicals, una banda que ha experimentado con múltiples géneros musicales . Nick también es activista de indymedia y food not bombs, escritor de Free Press Houston y Houston Peace News. También es realizador de documentales (sobre el tema de la somaterapia ), facilitador de talleres, estudiante de capoeira angola y artista visual, en donde ha aportado diversos materiales a bandas con las que ha trabajado.

## Biografía
Cooper nació en Nueva York en 1968 y creció en Manhattan donde ha vivido desde entonces. Tocó en bandas en la escuela secundaria y comenzó el activismo político en ese momento con el movimiento contra el apartheid, asociado a la situación ocurrida en Sudáfrica durante aquellos años  . Se especializó en inglés en la Universidad Rice en Houston, donde se unió a la banda Sprawl. Sprawl realizó varias giras por los Estados Unidos y lanzó cuatro CD, rompiéndose en 1994. Cooper también trabajó con las producciones de Rastaman Work Ethic en Houston y produjo un CD recopilatorio, Texas Funk (1990), que incluía a Sprawl y otras bandas, con un éxito relativamente grande para las bandas involucradas. En 1996, Cooper fundó Free Radicals. En 2000, Cooper viajó a Los Ángeles para cubrir las protestas contra la Convención Nacional Demócrata . Poco después de las protestas de 1999 contra la OMC, muchos activistas convergieron allí, al igual que la nueva red indymedia, proyecto que continuaría durante los próximos años junto a otras que iban surgiendo en la zona por aquellos años y en los venideros. Al regresar a Houston, Cooper comenzó la rama de Houston de indymedia con otros activistas locales y comenzó a viajar para trabajar con otros indymedias, consiguiendo unificar más la cooperación de estas a futuro. En 2003 y 2005, Cooper viajó a Brasil para documentar la somaterapia, y finalmente se lanzó un DVD en 2006, vendiendo moderadamente. En 2004 y 2006, Cooper viajó a Chiapas para estudiar el movimiento zapatista y usó la información que aprendió como base para un taller titulado "Nazis vs. Zapatistas, Lucha y Cooptación" que ha facilitado en Estados Unidos y América Latina. En 2010, Cooper produjo el CD recopilatorio Klezmer Musicians Against the Wall con un éxito moderado en ventas, aunque suficiente como para entrar en listas. 